# Пучдемон, Карлес
Ка́рлес Пучдемо́н-и-Казамажо́ (кат. Carles Puigdemont i Casamajóо файле; род. 29 декабря 1962 года, Амер) — каталонский журналист и политический деятель.
Президент Женералитета Каталонии в 2016—2017 годах. 27 октября 2017 года отстранён от должности президента Женералитета Каталонии за нарушение Конституции Испании и проведение незаконного референдума осенью 2017 года. Сам Пучдемон считает себя законным президентом Женералитата, а своё правительство — законным правительством Каталонии в изгнании.

## Биография

### Ранние годы жизни и карьера журналиста

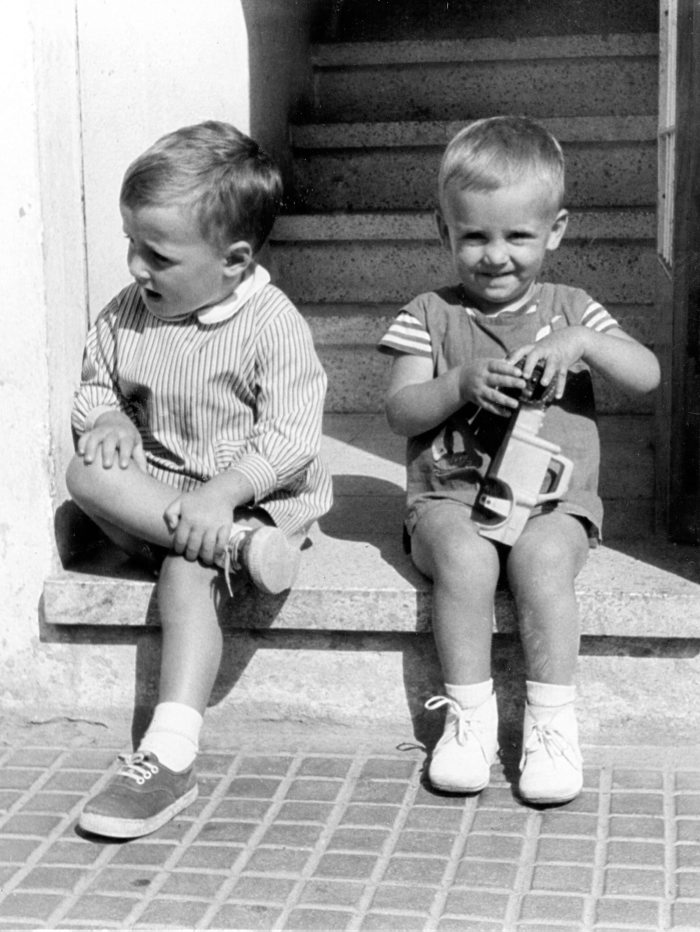
Карлес Пучдемон (справа) в детстве со своим старшим братом.

Карлес Пучдемон родился в 1962 году в городе Амер (комарка Сельва, провинция Жирона) в семье Шавьера Пучдемона (кат. Xavier Puigdemont) и Нурии Казамажо (кат. Núria Casamajó). У родителей Карлеса, потомственных пекарей, было восемь детей; будущий политик был вторым ребёнком. Большинство родственников Карлеса не имели отношения к политике, однако его прадед, а также его дядя Жузеп Пучдемон (кат. Josep Puigdemont) были мэрами Амера. Имя Карлес будущий политик получил в честь своего деда Карлеса Казамажо (кат. Carles Casamajó), участвовавшего в гражданской войне на стороне республиканцев. Зимой 1939 года, в конце войны, Карлес-старший эмигрировал во Францию; первое время он поддерживал связь с семьёй по почте, однако в 1943 году письма от него перестали приходить. С этого времени никакой информации о деде Пучдемона нет, он считается пропавшим без вести.
Начальное и среднее образование Карлес получил в школе своего родного города, а также в школе-интернате при церкви Санта-Мария-дел-Кульель. В 16 лет он стал корреспондентом газеты «Diari de Girona», специализируясь в основном на спортивных репортажах; работал и в других периодических изданиях комарки.
После окончания школы Пучдемон поступил в Университет Жироны, где начал изучать каталанскую филологию, однако вскоре ушёл оттуда, чтобы заниматься журналистикой. В 1981 году он начал работать в жиронской газете «El Punt», впоследствии став её главным редактором. Также работал в журнале «Presència».
В 1994 году вышла книга Пучдемона «Ката… что? Каталония в восприятии иностранной прессы» (кат. Cata... què? Catalunya vista per la premsa internacional), посвящённая анализу образа Каталонии в зарубежных СМИ; сбор материала для этой книги начался ещё в 1988 году. В 1992 году он был активным участником кампании в поддержку каталонских националистов, задержанных испанскими властями в рамках так называемой операции «Гарсон».
В 1990-х годах Пучдемон путешествовал по Европе, занимаясь изучением новых технологий в области журналистики. В 1999 году при поддержке Женералитата Каталонии основал Каталонское агентство новостей (КАН) и стал его первым директором. В 2002 году он ушёл с поста директора КАН, став, по предложению председателя провинциального совета Жироны Карлеса Парамо, директором Дома культуры Жироны. В 2004 году стал основателем ежемесячного журнала на английском языке «Catalonia Today».

### Политическая карьера
С 1983 года Карлес Пучдемон являлся активистом политического объединения «Конвергенция и Союз» (КиС). В 2006 году он оставил журналистику и полностью посвятил себя политической карьере, став депутатом Парламента Каталонии от КиС. В 2007 году он участвовал в выборах в местный совет города Жирона, однако не сумел одержать на них победу.
В 2011 году был избран мэром города Жирона, став первым за 32 года градоначальником, не принадлежавшим к Социалистической партии Каталонии. Четыре года спустя стал председателем Ассоциации муниципалитетов за независимость, а также был переизбран в Парламент Каталонии в качестве кандидата от блока Вместе за «Да».

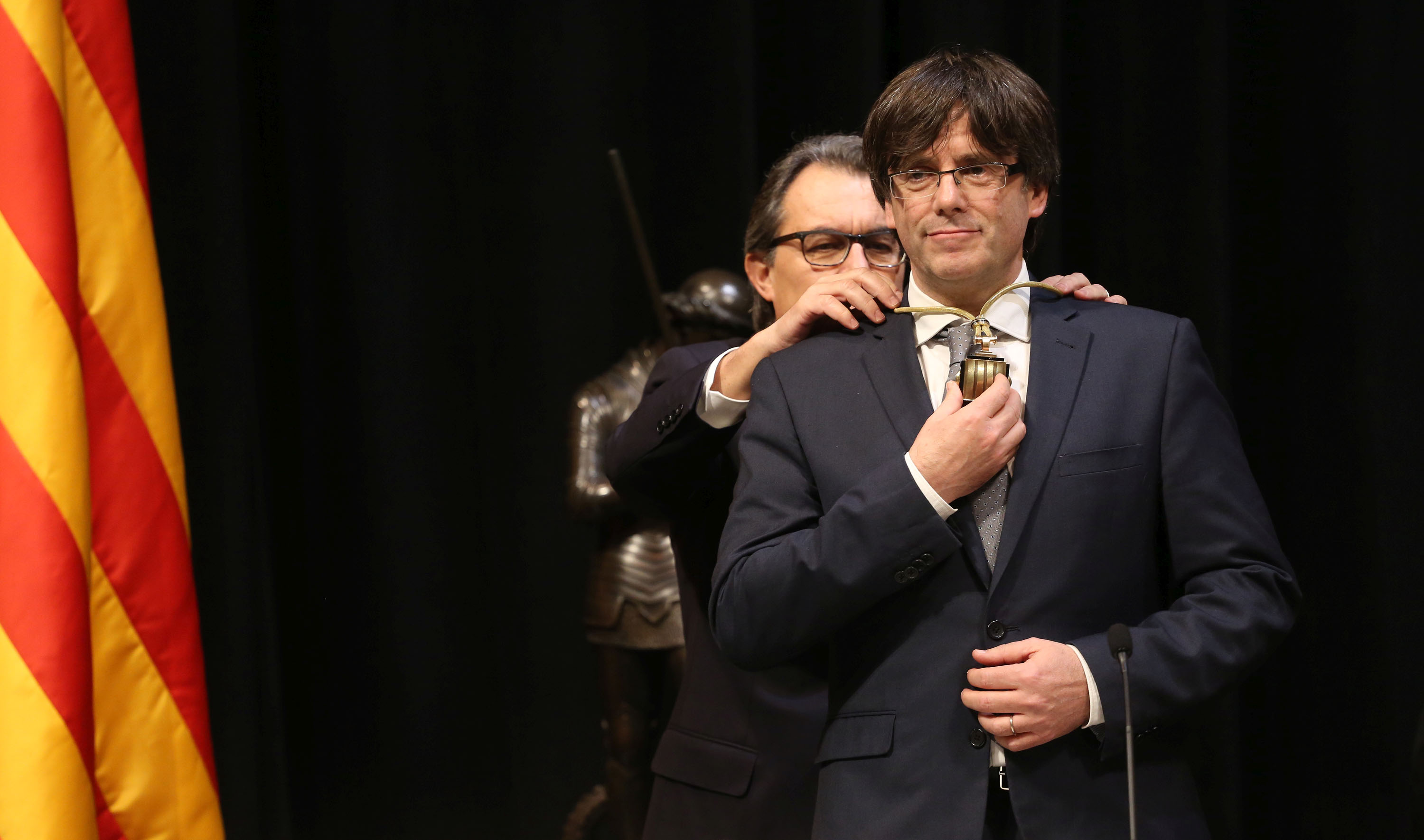
Уходящий президент Женералитата Каталонии Артур Мас вручает Карлесу Пучдемону медаль на церемонии инаугурации.
12 января 2016 года

10 января 2016 года Парламент Каталонии избрал Пучдемона президентом Женералитата. Это стало возможным благодаря компромиссу, достигнутому накануне блоком Вместе за «Да» и партией CUP. 12 января 2016 года вступил в должность президента, сменив на этом посту Артура Маса. 14 января представил новое правительство Каталонии, председателем которого он является по умолчанию. При вступлении в должность отказался давать традиционную присягу на верность королю Филиппу VI, став первым главой каталонского правительства, решившимся на подобный шаг. Также при вступлении в должность он покинул должности мэра Жироны и председателя Ассоциации муниципалитетов за независимость, поскольку испанское законодательство запрещает совмещать эти посты с постом президента Женералитата.
9 июня 2017 года правительство Каталонии во главе с Пучдемоном назначило референдум о независимости, который состоялся 1 октября. Более 90 % проголосовавших высказалось за то, чтобы Каталония стала независимым государством с республиканской формой правления. Официальные власти Испании признали референдум недействительным. 10 октября 2017 года Пучдемон подписал документ о независимости, однако приостановил его действие для переговоров с Мадридом. 21 октября Председатель Правительства Испании Мариано Рахой заявил, что Испания вводит в действие 155-ю статью Конституции, приостанавливающую автономию Каталонии, а также о намерении провести в регионе досрочные выборы (действующее правительство и Пучдемон должны уйти в отставку в течение недели). Сам Пучдемон в ответ заявил, что не приемлет подобный план Мадрида. 26 октября 2017 года Пучдемон передал решение о независимости Каталонии парламенту Каталонии. 27 октября 2017 года парламент по итогам голосования провозгласил независимость Каталонии. В этот же день официальный представитель генеральной прокуратуры Испании объявил, что на следующей неделе будет начата процедура привлечения Пучдемона к уголовной ответственности по обвинению в мятеже, предусматривающем в качестве наказания до 30 лет тюремного заключения.

### Эмиграция
30 октября 2017 года генеральный прокурор Испании Хосе Мануэль Маса предъявил обвинение в мятеже и коррупции Пучдемону и 13 высшим должностным лицам Каталонии, потребовав их немедленного ареста в случае неявки в суд, но в этот момент Пучдемон уже находился в Брюсселе (по сообщениям прессы, он обратился к бельгийским властям с просьбой о предоставлении политического убежища). Тем не менее, появившись 31 октября на пресс-конференции в штаб-квартире Евросоюза, Пучдемон заявил, что не намерен добиваться статуса беженца.
В 2018 году основал новое движение «Национальный призыв к республике» для объединения сепаратистов Каталонии.
23 марта 2018 года испанские власти возобновили европейский ордер на арест Пучдемона по обвинениям в подстрекательстве к мятежу, в мятеже и в злоупотреблении бюджетными средствами. 25 марта Пучдемон, возвращаясь из поездки в Финляндию, где встречался с местными парламентариями, был задержан немецкой полицией, когда пересёк на машине датско-германскую границу. 5 апреля земельный суд Шлезвиг-Гольштейна освободил Пучдемона из-под ареста и вынес решение о невозможности его экстрадиции в Испанию по обвинению в мятеже, поскольку в таком случае он мог бы стать первым в Евросоюзе политзаключённым.
10 мая 2018 года, находясь в Берлине, объявил об отказе от выдвижения своей кандидатуры на пост президента Женералитета Каталонии в пользу издателя и президента каталонской культурно-политической ассоциации Òmnium Cultural Кима Торры.
20 июля 2018 года испанский суд отозвал международный ордер на арест Пучдемона.
Получил поддержку каталонской коалиции «Свободные за Европу» и был избран в Европейский парламент в 2019 году, но не вступил официально в должность, поскольку не принёс присягу в здании испанского парламента из-за угрозы ареста.
14 октября 2019 года Верховный суд Испании приговорил его к 13 годам заключения и выдал международный ордер на арест. 18 октября К. Пучдемон в Брюсселе явился в прокуратуру с адвокатами для сдачи себя под арест, прокуратура отказалась от ареста, сославшись на неправильный язык в ордере.
16 декабря 2019 года суд Бельгии в Брюсселе должен был рассмотреть ордер Испании на выдачу Пучдемона.
Чиновник правительства Испании заявил, что невыдача 16 декабря Бельгией Пучдемона скажется на отношении стран меж собой. В итоге суд Бельгии приостановил действие ордера на высылку в Испанию из-за его иммунитета депутата Европарламента.
9 марта 2021 года Европарламент лишил Карлеса Пучдемона депутатской неприкосновенности, что позволяет возобновить процесс об экстрадиции в Испанию, где его ждет суд и в перспективе — тюрьма.
24 сентября 2021 года испанская газета El País сообщила о задержании Пучдемона на итальянском острове Сардиния. Потом суд Италии решил отпустить Пучдемона из-под стражи. Но он не должен покидать остров.

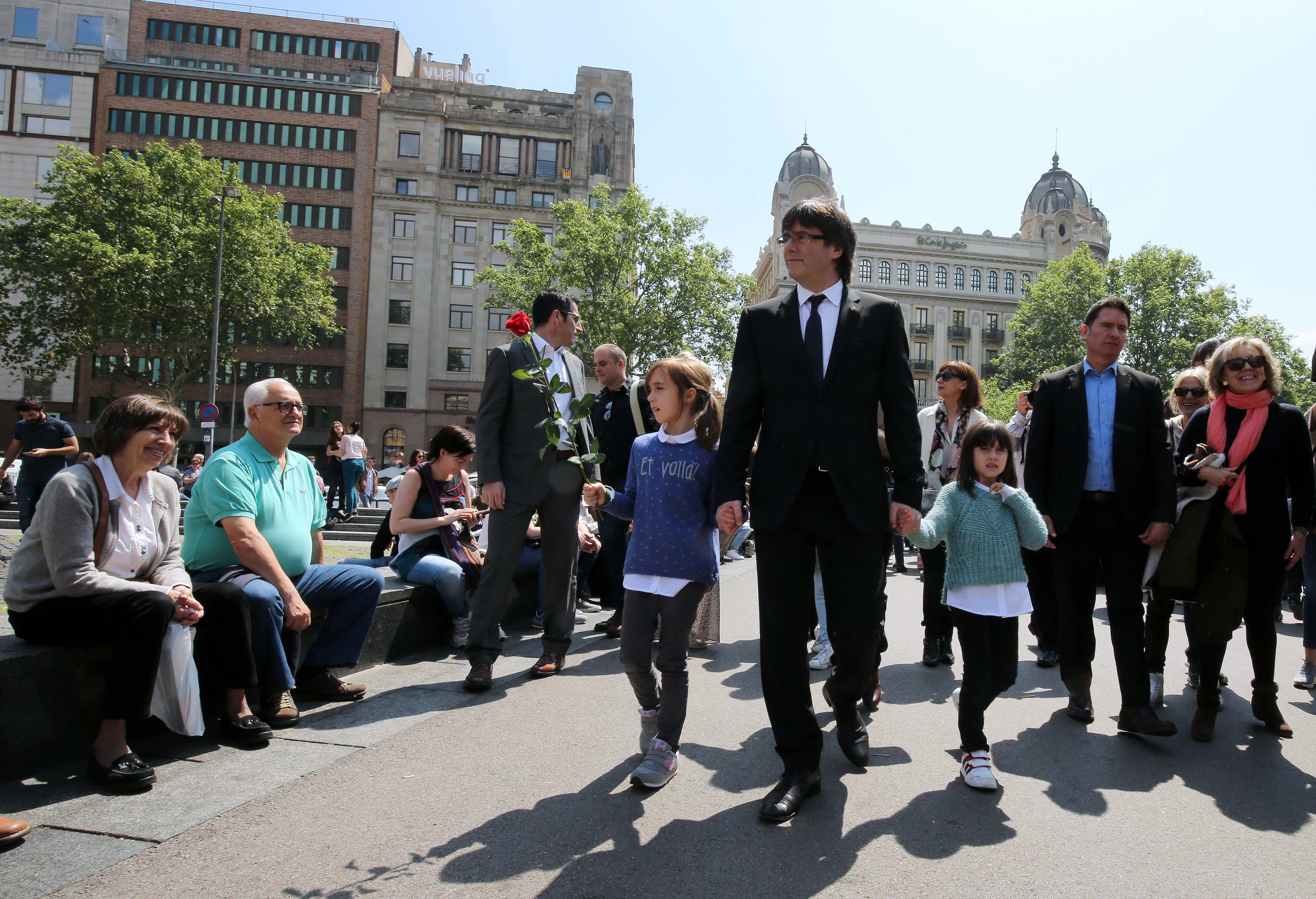
Карлес Пучдемон с дочерьми. 2016 год

## Личная жизнь
С 2000 года Карлес Пучдемон женат на румынской журналистке Марчеле Топор, венчание проходило в Румынии по православному обряду. В их семье две дочери — Магали (кат. Magalí) и Мария (кат. Maria). В 2017 году обе девочки активно участвовали в кампании в поддержку референдума о независимости, что вызвало неоднозначную реакцию в испанской прессе.
Владеет каталанским, испанским, английским, французским и румынским языками. Увлекается новыми технологиями и социальными сетями. В Twitter он написал более 14 900 сообщений и имеет более 415 тысяч подписчиков.